# یواس‌اس سکرت (اس‌پی-۱۰۶۳)
یواس‌اس سکرت (اس‌پی-۱۰۶۳) (به انگلیسی: USS Secret (SP-1063)) یک کشتی بود که طول آن ۳۷ فوت (۱۱ متر) بود. این کشتی در سال ۱۹۱۶ ساخته شد.